# 北埃爾克霍恩鎮區 (密蘇里州沃倫縣)
北埃爾克霍恩鎮區（英語：North Elkhorn Township）是位於美國密蘇里州沃倫縣的一個行政鎮區。

## 地方資料
北埃爾克霍恩鎮區的面積為147.86平方千米，當中陸地面積為145.93平方千米，而水域面積為1.92平方千米。根據2020年美國人口普查的數據，當地共有人口7817人，而人口密度為每平方千米52.87人。